# Nanofils de silici

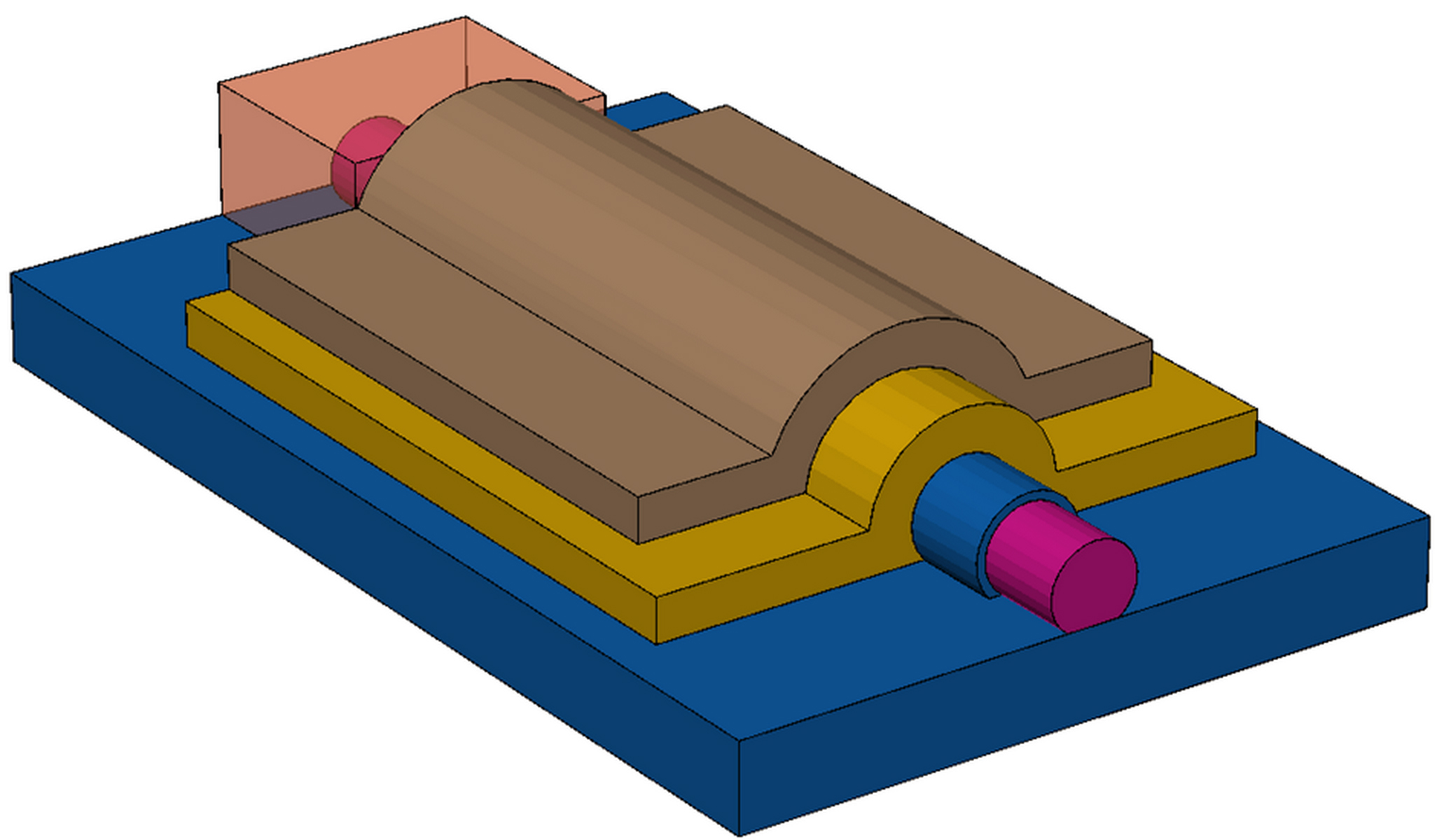
En aquesta imatge esquemàtica, es mostra un nanofil de silici envoltat d'una pila de capes primes de material anomenades dielèctrics, que emmagatzemen càrrega elèctrica. Els científics del NIST van determinar la millor disposició per a aquesta pila dielèctrica per a la construcció òptima de dispositius de memòria basats en nanofils de silici.

Els nanofils de silici, també coneguts com a SiNWs, són un tipus de nanofils semiconductors formats més sovint a partir d'un precursor de silici per gravat d'un sòlid o per creixement catalitzat a partir d'una fase de vapor o líquida. Aquests nanocables tenen aplicacions prometedores en bateries d'ions de liti, termoelèctrics i sensors. La síntesi inicial de SiNW sovint va acompanyada d'etapes d'oxidació tèrmica per produir estructures de mida i morfologia adaptades amb precisió.
Els SiNW tenen propietats úniques que no es veuen en materials de silici a granel (tridimensionals). Aquestes propietats sorgeixen d'una estructura electrònica quasi unidimensional inusual i són objecte d'investigació en nombroses disciplines i aplicacions. El motiu pel qual els SiNW es consideren un dels materials unidimensionals més importants és que podrien tenir una funció com a blocs de construcció per a l'electrònica a nanoescala muntada sense necessitat d'instal·lacions de fabricació complexes i costoses. Els SiNW s'estudien amb freqüència en aplicacions com la fotovoltaica, les bateries de nanofils, la termoelèctrica i la memòria no volàtil.

## Síntesi
Es coneixen diversos mètodes de síntesi per a SiNW i aquests es poden dividir àmpliament en mètodes que comencen amb silici a granel i eliminen material per produir nanocables, també coneguts com a síntesi de dalt a baix, i mètodes que utilitzen un precursor químic o de vapor per construir nanocables en un procés. generalment es considera una síntesi de baix a dalt.

## Aplicacions
A causa de les seves propietats físiques i químiques úniques, els nanocables de silici són un candidat prometedor per a una àmplia gamma d'aplicacions que es basen en les seves característiques fisicoquímiques úniques, que difereixen de les del material de silici a granel.
Els SiNW presenten un comportament de captura de càrrega que fa que aquests sistemes siguin de valor en aplicacions que requereixen la separació de forats d'electrons, com ara fotovoltaics i fotocatalitzadors. L'experiment recent sobre cèl·lules solars de nanofils ha conduït a una millora notable de l'eficiència de conversió d'energia de les cèl·lules solars SiNW de <1% a >17% en els últims anys.
El comportament de captura de càrrega i les propietats de transport regulades per superfícies ajustables dels SiNW fan que aquesta categoria de nanoestructures sigui d'interès per utilitzar-les com a semiconductors aïllants metàl·lics i transistors d'efecte de camp, amb aplicacions addicionals com a dispositius d'emmagatzematge nanoelectrònics, en memòria flaix, dispositius lògics com a així com sensors químics i biològics.